# Hôpital Tenon
Hôpital Tenon je nemocnice v Paříži na adrese 4, rue de la Chine, ve 20. obvodu. Je součástí Assistance publique – Hôpitaux de Paris, respektive Groupe Hospitalier Universitaire AP-HP Sorbonne Université. Je známá zejména svými urologickými a pneumologickými službami. Nese jméno chirurga Jacquese René Tenona (1724-1816).

## Historie
Výstavba nemocnice začala v roce 1870 podle plánů architekta Marie-Étienne Billona, ale musela být přerušena během prusko-francouzské války a za Pařížské komuny. Nemocnice byla otevřena v roce 1878 pod názvem Hôpital de Ménilmontant. Ale od února 1879 nese jméno Jacquese Tenona, chirurga z 18. století.
V nemocnici Tenon se 19. prosince 1915 narodila zpěvačka Édith Piaf. V roce 2019 francouzská umělkyně Hom Nguyen vzdala zpěvačce poctu vytvořením jejího portrétu ve formě rozsáhlé fresky. Dne 25. července 1934 zde zemřel ukrajinský anarchista Nestor Machno. Nefrolog Gabriel Richet zde v roce 1961 založil nefrologické oddělení.
Dne 20. listopadu 1922 zde bylo otevřeno radiologické oddělení. Nemocnice dosáhla prvního mimotělního oplodnění, jehož výsledkem bylo narození trojčat dne 4. ledna 1985.